# En tro og villig Pige
En tro og villig Pige er en dansk stumfilm fra 1917, der er instrueret af Oscar Stribolt efter manuskript af Kate Fabian.

## Handling
Denne artikel mangler et handlingsreferat. Hjælp os med at skrive det.

## Medvirkende
- Frederik Buch - Grosserer Nokkemann
- Betzy Kofoed - Fru Nokkemann
- Ellen Ferslev - Frøken Nokkemann
- Lauritz Olsen - Krølle-Adolf
- Charles Willumsen - Sæve-Søren
- Carl Schenstrøm - Medvirkende